# Enterbrain
Az Enterbrain (株式会社エンターブレイン; Hepburn: Kabushiki Gaisha Entāburein) egy japán magazinkiadó, amelyet 2000. április 1-jén alapítottak. Az Enterbrain kiadványai elsősorban videójátékokkal és számítógépes szórakoztató eszközökkel foglalkoznak, de a cég videójátékokat, stratégiai útmutatókat és anime művészeti könyveket is jelentet meg. Az Enterbrain székhelye Tokióban van, 410 millió jen befizetett tőkével.

## Az Enterbrain kiadványai
- LOGiN: számítógépes játékokkal foglalkozó havilap. A 2008 júliusi lapszám után, mint internetes újság működött 2009 márciusi bezárásáig.
- B’s Log: női játékosokkal foglalkozó magazin.
- Súkan Famicú: videójátékokkal és a videójáték-iparral foglalkozó lap.
- Famicú PS2: kéthetente megjelenő kiadvány, amely a Sony PlayStation 2-vel és annak játékaival foglalkozik.
- Famicú Xbox: havilap, amely a Microsoft Xbox-szal és annak játékaival foglalkozik.
- Famicú DS + Cube & Advance: havilap, amely a Nintendo DS-szel, a Nintendo GameCube-bal és Game Boy Advance-szel és azok játékaival foglalkozik.
- TECH Win DVD: személyi számítógép tulajdonosoknak szóló magazin, melyhez két CD-ROM-ot is mellékelnek.
- Tech Gian: egy CD-ROM magazin, amely felnőtteknek szóló videójátékokat mutat be.
- MAGI-CU: egy elsősorban női videójáték szereplőkkel foglalkozó magazin.
- Comic Beam: ASCII Comic néven alapították, mangákat tesznek benne közre.
- fellows!: mangamagazin.
- Arcadia: játéktermi gépeket bemutató havilap, melyben a játékokhoz való tippeket és a japán gépek pontszám ranglistáit teszik közzé.
- Sarabure: lóverseny magazin.
- Famicú Connect!On: internetes játékokkal foglalkozó magazin.
- Logout Tabletalk RPG Series: klasszikus, asztali szerepjátékokat bemutató lap.

## Az Enterbrain szoftverei
- RPG Maker: szerepjáték készítő program.
- Fighter Maker: verekedős játék  készítő program.
- Sim RPG Maker: taktikai szerepjáték készítő program.
- Shooter Maker: shoot-'em-up készítő program.
- Indie Game Maker: platformer, kaland és shoot-'em-up játék készítő program.

## Asztali szerepjátékok
- Alshard
- Alshard GAIA
- Blade of Arcana
- Inou Cukai
- Night Wizard!
- Star Legend
- Tenra War
- Terra the Gunslinger
- Tokyo NOVA